# Fabrice Reuperne
Fabrice Reuperne (Saint-Pierre, Martinica, 18 de septiembre de 1975) es un exfutbolista y entrenador de fútbol de Martinica que jugaba en la posición de mediapunta. Actualmente es el entrenador del Golden Lion FC del Campeonato Nacional de Martinica.

## Carrera

### Club
| Periodo   | Club             |
| --------- | ---------------- |
| 2001-2002 | Stade de Reims   |
| 2002-2004 | SO Romorantin    |
| 2004-2005 | AS Cannes        |
| 2005-2006 | Clermont Foot    |
| 2006-2007 | PAS Giannina     |
| 2007-2010 | AO Kerkyra       |
| 2010-2014 | Golden Star      |
| 2014-2016 | Essor-Préchotain |
| 2016-2017 | Golden Star      |

### Selección nacional
Jugó para Martinica en 29 ocasiones de 2002 a 2013 y anotó dos goles; participó en dos ediciones de la Copa de Oro de la Concacaf.
| No | Fecha               | Sede                                 | Rival       | Marcador | Resultado | Torneo                                                |
| -- | ------------------- | ------------------------------------ | ----------- | -------- | --------- | ----------------------------------------------------- |
| 1. | 30 de marzo de 2003 | Independence Park, Kingston, Jamaica | Santa Lucía | 3–4      | 5–4       | Clasificación para la Copa de Oro de la Concacaf 2003 |
| 2. | 7 de julio de 2013  | Rose Bowl, Pasadena, USA             | Canadá      | 1–0      | 1–0       | Copa de Oro de la Concacaf 2013                       |

### Entrenador
| Periodo   | Club               |
| --------- | ------------------ |
| 2016-2020 | Golden Star        |
| 2018      | Martinica          |
| 2020-2023 | Aiglon du Lamentin |
| 2024-     | Golden Lion FC     |

## Vida personal
Reuperné es el padre del también futbolista Enrick Reuperné.